# Andreu Bosch i Girona
Andreu Bosch i Girona (Barcelona, 1 d'agost de 1903 - Barcelona, 5 de juliol de 1978) fou un futbolista català dels anys 1920.

## Trajectòria
Començà la seva trajectòria al CE Júpiter. Defensà els colors del FC Barcelona de l'edat d'or de 1922 a 1929. Guanyà cinc Campionats de Catalunya i tres Campionats d'Espanya, entre ells el famós campionat de 1928, en el qual el Barcelona guanyà la final a la Reial Societat en el tercer partit per 3 a 1, després d'haver empatat els dos primers partits a 1 gol. Fou un dels integrants de l'equip que guanyà la primera lliga del club l'any 1929, malgrat jugar només tres partits. El seu primer partit de lliga fou el 3 de març de 1929 enfront l'Arenas de Getxo empatant a dos gols. Després d'aquesta temporada es retirà del club retornant al CE Júpiter, on es retirà.
El seu fill Andreu Bosch i Pujol també fou futbolista del Barça de les Cinc Copes, durant la dècada de 1950.

## Palmarès

### FC Barcelona
- Lliga espanyola: 1928-29
- Copa espanyola: 1925, 1926, 1928
- Campionat de Catalunya: 1924, 1925, 1926, 1927, 1928
- Copa de Campions: 1927-28
- Campionat Aragó-Catalunya-València: 1926
- Campionat Catalunya-Múrcia-València: 1927
- Campionat Aragó-Catalunya-País basc: 1928
- Trofeu Lluís Companys: 1923
- Copa Palau de la Moda: 1924
- Copa Mas Navas: 1925
- Copa Comte de Lavern: 1925, 1926
- Copa Corralè: 1927